# 小行星2527
小行星2527（2527 Gregory）是一颗绕太阳运转的小行星，为主小行星带小行星。该小行星于1981年9月3日发现。
該小行星以發現者諾曼·G·托馬斯的兒子布魯斯·格雷戈里·托馬斯（Bruce Gregory Thomas）命名。

## 轨道参数
小行星2527的轨道半长轴为2.4653016 UA，离心率为0.186。